# Se quiere, se mata
«Se quiere, se mata» (укр. «Хочеш, вбиваєш») — шостий сингл колумбійської співачки Шакіри з альбому «Pies Descalzos», випущений у 1997 році лейблами Sony Music і Columbia.

## Інформація
У пісні йдеться про молоду пару, Брауліо та Дану. Одного разу вони дізнаються, що Дана вагітна. Замість того, щоб розказати це своїм сім'ям та сусідам, пара вирішує зробити аборт. Операція проходить неуспішно, і дівчина помирає.

## Відеокліп
Кліп, спродюсований Хуаном Карлосом Мартіном (Juan Carlos Martin), потрапив на перше місце в Top 25 Telehit. У ролі Брауліо з'являється нинішній лідер гурту Zoé Леон Ларрегуі (León Larregui). Шакіра розповідає історію Брауліо та Дани. Під час кліпу співачка з'являється в різному одязі в різних кімнатах. Показано, як пара проводить ніч, потім сцена «у лікаря», у кінці якої дівчина помирає.

## Чарти
| Чарт (1996)                    | Найвища позиція |
| ------------------------------ | --------------- |
| US Latin Songs (Billboard)     | 8               |
| US Latin Pop Songs (Billboard) | 1               |